# Giải Tinh thần độc lập cho kịch bản đầu tay hay nhất
Giải Tinh thần độc lập cho kịch bản đầu tay hay nhất là một trong các giải Tinh thần độc lập dành cho kịch bản đầu tay của một phim không sản xuất ở Hollywood, được bầu chọn là hay nhất. Giải này được lập từ năm 1995.

## Kịch bản đoạt giải & được đề cử

### Thập niên 1990
1995
- David O. Russell kịch bản phim Spanking the Monkey
  - Paul Zehrer - Blessing
  - Kevin Smith - Clerks
  - James Bosley - Fun
  - Tom Noonan - What Happened Was

1996
- Paul Auster - Smoke
  - Harmony Korine - Kids
  - James Gray - Little Odessa
  - Steve McLean - Postcards from America
  - Kelly Reichardt - River of Grass

1997
- Joseph Tropiano & Stanley Tucci - Big Night
  - Suzan-Lori Parks - Girl 6
  - Lisa Krueger - Manny & Lo
  - Michael Scott Myers - The Whole Wide World
  - Steve Buscemi - Trees Lounge

1998
- Neil LaBute - In the Company of Men
  - Steven Schwartz - Critical Care
  - Paul Thomas Anderson - Hard Eight
  - Miguel Arteta - Star Maps
  - Daniel Harris - The Bible and Gun Club

1999
- Darren Aronofsky - Pi
  - Lisa Cholodenko - High Art
  - Matthew Weiss - Niagara, Niagara
  - Tamara Jenkins - Slums of Beverly Hills
  - Sherman Alexie - Smoke Signals

### Thập niên 2000
2000
- Charlie Kaufman kịch bản phim Being John Malkovich
  - Kimberly Peirce & Andy Bienen - Boys Don't Cry
  - Anne Rapp - Cookie's Fortune
  - Tod Williams - The Adventures of Sebastian Cole
  - John Roach & Mary Sweeney - The Straight Story

2001
- Gina Prince-Bythewood - Love & Basketball
  - Ben Younger - Boiler Room
  - David Gordon Green - George Washington
  - Jordan Walker-Pearlman - The Visit
  - Ross Klavan & Michael McGruther - Tigerland

2002
- Daniel Clowes & Terry Zwigoff - Ghost World
  - Richard Kelly - Donnie Darko
  - John Cameron Mitchell - Hedwig and the Angry Inch
  - Stephen Ryder & Gerald Cuesta - L.I.E.
  - Jennifer Jason Leigh & Alan Cumming - The Anniversary Party

2003
- Erin Cressida Wilson - Secretary
  - Laura Cahill - Hysterical Blindness
  - Burr Steers - Igby Goes Down
  - Neil Burger - Interview with the Assassin
  - Heather Juergensen & Jennifer Westfeldt - Kissing Jessica Stein

2004
- Thomas McCarthy - The Station Agent
  - Karen Moncrieff - Blue Car
  - Patty Jenkins - Monster
  - Peter Sollett & Eva Vives - Raising Victor Vargas
  - Catherine Hardwicke & Nikki Reed - Thirteen

2005
- Joshua Marston - Maria Full of Grace
  - Rodney Evans - Brother to Brother
  - Zach Braff - Garden State
  - Shane Carruth - Primer
  - Mario de la Vega - Robbing Peter

2006
- Duncan Tucker - Transamerica
  - Kenneth Hanes - Fixing Frank
  - Angus MacLachlan - Junebug
  - Miranda July - Me and You and Everyone We Know
  - Sabina Murray - The Beautiful Country

2007
- Michael Arndt - Little Miss Sunshine
  - Dito Montiel - A Guide to Recognizing Your Saints
  - Gabrielle Zevin - Conversations with Other Women
  - Ryan Fleck & Anna Boden - Half Nelson
  - Goran Dukic - Wristcutters: A Love Story

2008
- Diablo Cody - Juno
  - Jeffrey Blitz - Rocket Science
  - Zoe Cassavetes - Broken English
  - Kelly Masterson - Before the Devil Knows You're Dead
  - John Orloff - A Mighty Heart

2009
- Dustin Lance Black - Milk
  - Lance Hammer - Ballast
  - Courtney Hunt - Frozen River
  - Jonathan Levine - The Wackness
  - Jenny Lumet - Rachel Getting Married